# 43999 Ґрамінья
43999 Ґрамінья (43999 Gramigna) — астероїд головного поясу, відкритий 31 серпня 1997 року.
Тіссеранів параметр щодо Юпітера — 3,711.